# ウチナーヤマトグチ
ウチナーヤマトグチ、ウチナーヤマトゥグチ（沖縄大和口）とは、1870年代の琉球処分の後、沖縄へもたらされた、標準語をはじめとする日本語の諸方言が、伝統的な沖縄語と混合することで発生した接触言語の通称である。沖縄県民が「方言」として認識する土着の諸方言（琉球諸語）とは異なり均質性が強く、県外の人が俗に「沖縄弁」「沖縄訛り」と呼ぶ言葉とほぼ同義である。

## 特徴
ピジン（及びそれが母語化したクレオール）とは異なり、ウチナーヤマトグチには、語彙や語形変化の大幅な単純化（及び縮小された項目の「修復」）は認められない。文法は標準語とほぼ同一であり、本土の人間がウチナーヤマトグチを聞いてもおおむね理解は可能である。ただし、その構造は、琉球諸語（沖縄県土着の諸方言）のうち人口・行政・経済・マスメディア・などの中心である沖縄本島のそれも沖縄方言の語彙・アクセントが影響し、社会的風土や、若者から生まれた新語が含まれているなど、標準語との差が現れている。また1972年の本土復帰以降の世代には、旧来の方言である琉球諸語ではなくウチナーヤマトグチを母語とする人々が多く、琉球諸語とも異なったものであるといえる。しかし琉球諸語とウチナーヤマトグチの境界線は曖昧であり、逆にウチナーヤマトグチが琉球諸語に与える語彙的変化、もしくは誤解などの影響も少なからずあるといわれている。
第二次世界大戦後、標準語（ヤマトグチ）を使ったメディアの普及や学校における標準語普及運動（方言札）により、旧来の方言話者は次第に高齢者に限られ土地の方言が分からない、もしくは聞けても話せない若者が増えた。一方、普及した標準語は元の方言の影響を強く受け（言語接触）、また米軍統治によって本土との交流が断たれたことで、言葉本来の意味とは異なる独自解釈や誤読が訂正されることなく定着したことなどによって、伝統的な方言と標準語のどちらでもない新しい方言とも言える「ウチナーヤマトグチ」と化していった。戦後教育より下の世代は、概ねこのウチナーヤマトグチの話者である。
1980年代後半以降、標準語に対する独自性が、沖縄県のサブカルチャー愛好家の若者たちの間で見直され、戦後の沖縄県独自の習慣や風物と共に再発見され、書籍も刊行された。1990年代には、ウチナーヤマトグチを使った劇団、お笑い、音楽などが沖縄県で流行し、2000年代には、沖縄県の食文化やライフスタイルなどへの興味を中心とした新しい「沖縄ブーム」や、テレビ（NHK連続テレビ小説『ちゅらさん』や、同ドラマに出演したガレッジセール等の沖縄出身タレント）を通じて、スローで優しい印象が全国で認識されるようになった。

## 音韻・文法
アクセントは特殊アクセントとされ、肥筑方言や薩隅方言など、九州地方西南部のアクセントとの類似が見られる。関東地方の出身者には京阪式アクセントに近い印象を与えるが、実際には、京阪式アクセントとはかなり異なり、むしろ東京式アクセントが変化したものであるとみられている。
「え段+い」を[e:]ではなく、[ei]と発音する事が多い。これは九州や四国（特に南四国）にも広く見られる。
命令形は、北海道や九州地方でよく使われるように、e段で活用される。つまり、標準語では「着ろ」「見ろ」と活用されるものが、「着れ」「見れ」と活用される。
また、標準語とは異なり、動詞の過去形に「た」と「(し)よった」の区別がある。「(し)よった」は直接証拠性を表す形式であり、「あいつが食べヨッタ (あいつが食べるのを私は見た)」のように、話者が直接見聞きした情報に対して用いられる。この証拠性標識は、ウチナーヤマトグチと同様に日本語と伝統「方言」が混交して生じた、宮古列島や八重山列島の接触言語には見られない。なお、証拠性の標示は、奄美語の他、ウチナーヤマトグチの成立に関与した沖縄語の変種においても確認されている。

## 語彙
語彙に関しては、九州方言（とりわけ鹿児島弁）と共通する部分が多い。例えば、九州地方にもよくみられるように「来る（come）」が「行く（go）」という意味になる。また、「濃い」を「こゆい」と発音したり、語尾に「〜ねぇ」を多用したり、地名などでも「原」（はら）を「ばる」と読むなど、幾つかの共通点が見られる。
実質的な宗主国が何度か変わっていることから、中国語や米軍統治時代に定着した英語に由来する語彙も豊富である。ただし、現在の沖縄では元来の意味や語源が忘れ去られているものも多い。これは日本語に由来する語彙に関しても同様で、識字率が低くあまり漢字を用いなかったという事情もあり、正確な語源が特定できない言葉も少なくない。